# أندرو دي سيلفا
أندرو دي سيلفا (بالإنجليزية: Andrew De Silva)‏ هو مغني أسترالي، ولد في 23 نوفمبر 1974 في ملبورن في أستراليا.

## وصلات خارجية
- الموقع الرسمي